# Tiếng Barawana
Barawana (Baré) là một ngôn ngữ Arawakan của Venezuela và Brasil, ở những nơi gần như đã tuyệt chủng. Ngôn ngữ được nói bởi người Baré. Aikhenvald (1999) báo cáo "chỉ còn một số người nói lớn tuổi" ở Baré thích hợp, và biến thể Guinau đã tuyệt chủng. Kaufman (1994) xem xét Baré thích hợp, Guinau, và Marawá tuyệt chủng là các ngôn ngữ khác biệt; Aikhenvald, phương ngữ của một ngôn ngữ. (Marawá không phải là ngôn ngữ như Marawán.)
Baré là tên chung cho các ngôn ngữ Arawakan trong khu vực, bao gồm Mandahuaca, Guarequena, Baniwa, và Piapoco. Barawana là ngôn ngữ đặt tên ở Kaufman, Aikhenvald, và Ethnologue. Nó còn được biết đến là Ibini (lỗi đánh máy của Ihini ~ Arihini?) và Mitua.